# Cena Emmy za nejlepší ženský herecký výkon ve vedlejší roli v dramatickém seriálu

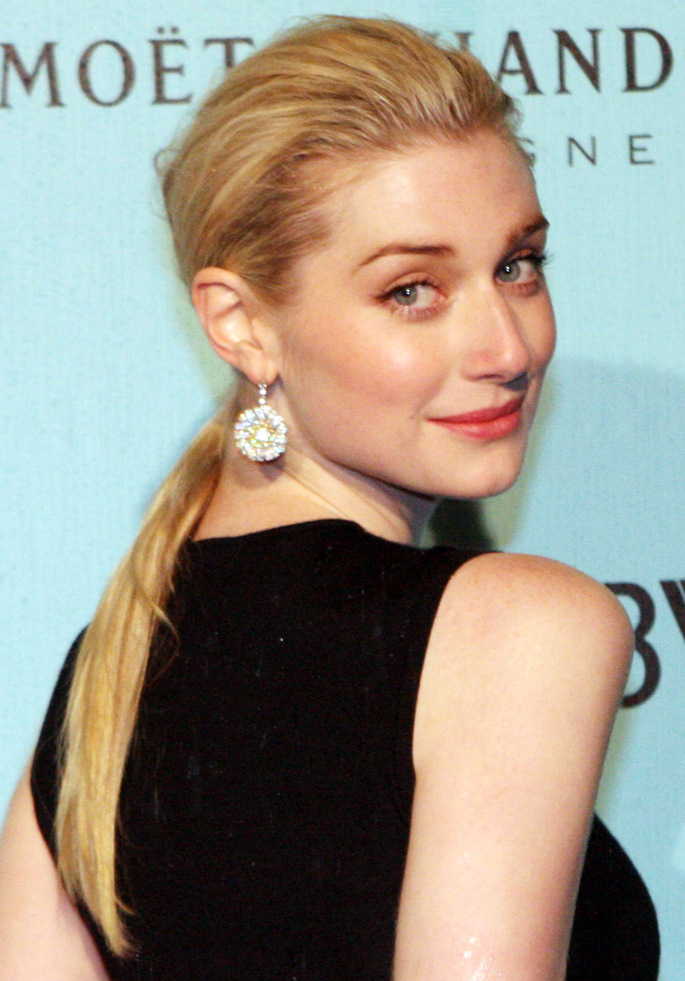
Elizabeth Debicki, aktuální držitelka ocenění

Cena Emmy za nejlepší ženský herecký výkon ve vedlejší roli v dramatickém seriálu je cena každoročně udělovaná Akademií televizního umění a věd (ATAS). V ročnících udílení cen Emmy nebyly vedlejší herecké kategorie vždy žánrově nebo genderově specifické. Herečky ve vedlejší roli v dramatickém seriálu poprvé soutěžily samostatně na 22. ročníku udílení cen Emmy. Tyto dramatické výkony však často zahrnovaly herečky z minisérií, TV filmů a v hostujících rolích, které soutěžily s herečkami v hlavních rolích. Aktuální držitelkou je Elizabeth Debicki, která zvítězila za výkon v seriálu Koruna.

## Vítězové a nominovaní

### 1954–1959
| Rok                                                                                   | Vítězové a nominovaní                       | Role                                        | Seriál                                      |
| Nejlepší herečka ve vedlejší roli v seriálu                                           | Nejlepší herečka ve vedlejší roli v seriálu | Nejlepší herečka ve vedlejší roli v seriálu | Nejlepší herečka ve vedlejší roli v seriálu |
| ------------------------------------------------------------------------------------- | ------------------------------------------- | ------------------------------------------- | ------------------------------------------- |
| 1954 (6.)                                                                             | Vivian Vance                                | Ethel Mertz                                 | I Love Lucy                                 |
| 1954 (6.)                                                                             | Bea Benaderet                               | Blanche Morton                              | The George Burns and Gracie Allen Show      |
| 1954 (6.)                                                                             | Ruth Gilbert                                | různé postavy                               | The Milton Berle Show                       |
| 1954 (6.)                                                                             | Marion Lorne                                | Mrs. Gurney                                 | Mister Peepers                              |
| 1954 (6.)                                                                             | Audrey Meadows                              | různé postavy                               | The Jackie Gleason Show                     |
| 1955 (7.)                                                                             | Audrey Meadows                              | různé postavy                               | The Jackie Gleason Show                     |
| 1955 (7.)                                                                             | Bea Benaderet                               | Blanche Morton                              | The George Burns and Gracie Allen Show      |
| 1955 (7.)                                                                             | Jean Hagen                                  | Margaret Williams                           | Make Room for Daddy                         |
| 1955 (7.)                                                                             | Marion Lorne                                | Mrs. Gurney                                 | Mister Peepers                              |
| 1955 (7.)                                                                             | Vivian Vance                                | Ethel Mertz                                 | I Love Lucy                                 |
| 1956 (8.)                                                                             | Nanette Fabray                              | různé postavy                               | Caesar's Hour                               |
| 1956 (8.)                                                                             | Ann B. Davis                                | Charmaine Schultz                           | The Bob Cummings Show                       |
| 1956 (8.)                                                                             | Jean Hagen                                  | Margaret Williams                           | Make Room for Daddy                         |
| 1956 (8.)                                                                             | Audrey Meadows                              | Alice Kramden                               | The Honeymooners                            |
| 1956 (8.)                                                                             | Thelma Ritter                               | Aggie Hurley                                | Alcoa-Goodyear Playhouse                    |
| 1957 (9.)                                                                             | Pat Carroll                                 | různé postavy                               | Caesar's Hour                               |
| 1957 (9.)                                                                             | Ann B. Davis                                | Charmaine Schultz                           | The Bob Cummings Show                       |
| 1957 (9.)                                                                             | Audrey Meadows                              | Alice Kramden                               | The Honeymooners                            |
| 1957 (9.)                                                                             | Mildred Natwick                             | Madame Arcati                               | Ford Star Jubilee                           |
| 1957 (9.)                                                                             | Vivian Vance                                | Ethel Mertz                                 | I Love Lucy                                 |
| Nejlepší ženský herecký výkon ve vedlejší roli v dramatickém nebo komediálním seriálu |                                             |                                             |                                             |
| 1958 (10.)                                                                            | Ann B. Davis                                | Charmaine Schultz                           | The Bob Cummings Show                       |
| 1958 (10.)                                                                            | Pat Carroll                                 | různé postavy                               | Caesar's Hour                               |
| 1958 (10.)                                                                            | Marion Lorne                                | Myrtle Banford                              | Sally                                       |
| 1958 (10.)                                                                            | Verna Felton                                | Hilda Crocker                               | December Bride                              |
| 1958 (10.)                                                                            | Vivian Vance                                | Ethel Mertz                                 | I Love Lucy                                 |
| Nejlepší herečka ve vedlejší roli (pokračující postava) v dramatickém seriálu         |                                             |                                             |                                             |
| 1959 (11.)                                                                            | Barbara Hale                                | Della Street                                | Perry Mason                                 |
| 1959 (11.)                                                                            | Lola Albright                               | Edie Hart                                   | Peter Gunn                                  |
| 1959 (11.)                                                                            | Amanda Blake                                | Kitty                                       | Gunsmoke                                    |
| 1959 (11.)                                                                            | Hope Emerson                                | matka                                       | Peter Gunn                                  |

### 1960–1969
| Rok                                                                  | Vítězové a nominovaní                                     | Role                                                      | Seriál                                                    |
| Nejlepší ženský herecký výkon (hlavní nebo vedlejší role)            | Nejlepší ženský herecký výkon (hlavní nebo vedlejší role) | Nejlepší ženský herecký výkon (hlavní nebo vedlejší role) | Nejlepší ženský herecký výkon (hlavní nebo vedlejší role) |
| -------------------------------------------------------------------- | --------------------------------------------------------- | --------------------------------------------------------- | --------------------------------------------------------- |
| 1960 (12.)                                                           | Jane Wyattová                                             | Margaret Anderson                                         | Father Knows Best                                         |
| 1960 (12.)                                                           | Donna Reedová                                             | Donna Stone                                               | The Donna Reed Show                                       |
| 1960 (12.)                                                           | Teresa Wrightová                                          | Margaret Bourke-Whiteová                                  | NBC Sunday Showcase                                       |
| 1960 (12.)                                                           | Loretta Youngová                                          | různé postavy                                             | The Loretta Young Show                                    |
| Nejlepší výkon herce nebo herečky ve vedlejší roli v seriálu         |                                                           |                                                           |                                                           |
| 1961 (13.)                                                           | Don Knotts                                                | Barney Fife                                               | The Andy Griffith Show                                    |
| 1961 (13.)                                                           | Abby Dalton                                               | Lt. Martha Hale                                           | Hennesey                                                  |
| 1961 (13.)                                                           | Barbara Hale                                              | Della Street                                              | Perry Mason                                               |
| Nejlepší výkon herečky ve vedlejší roli                              |                                                           |                                                           |                                                           |
| 1962 (14.)                                                           | Pamela Brown                                              | Viktorie Sasko-Kobursko-Saalfeldská                       | Hallmark Hall of Fame                                     |
| 1962 (14.)                                                           | Jeanne Cooper                                             | Anna Medalle                                              | Ben Casey                                                 |
| 1962 (14.)                                                           | Colleen Dewhurstová                                       | Gertrude Hart                                             | Focus                                                     |
| 1962 (14.)                                                           | Joan Hackett                                              | Ellen Parker                                              | Ben Casey                                                 |
| 1962 (14.)                                                           | Mary Wickes                                               | Maxfield                                                  | The Gertrude Berg Show                                    |
| 1963 (15.)                                                           | Glenda Farrell                                            | Martha Morrison                                           | Ben Casey                                                 |
| 1963 (15.)                                                           | Davey Davison                                             | Laura Hunter                                              | The Eleventh Hour                                         |
| 1963 (15.)                                                           | Nancy Malone                                              | Libby Kingston                                            | Naked City                                                |
| 1963 (15.)                                                           | Rose Marie                                                | Sally Rogers                                              | The Dick Van Dyke Show                                    |
| 1963 (15.)                                                           | Kate Reid                                                 | královna Viktorie                                         | Hallmark Hall of Fame                                     |
| 1964 (16.)                                                           | Ruth White                                                | Shelagh Mangan                                            | Hallmark Hall of Fame                                     |
| 1964 (16.)                                                           | Martine Bartlett                                          | Miranda Ledoux Porter                                     | Arrest and Trial                                          |
| 1964 (16.)                                                           | Anjanette Comer                                           | Annabelle Selinsky                                        | Arrest and Trial                                          |
| 1964 (16.)                                                           | Rose Marie                                                | Sally Rogers                                              | The Dick Van Dyke Show                                    |
| 1964 (16.)                                                           | Claudia McNeil                                            | Mrs. Hill                                                 | The Nurses                                                |
| 1965 (17.)                                                           | neudíleno                                                 | neudíleno                                                 | neudíleno                                                 |
| Nejlepší ženský herecký výkon ve vedlejší roli v dramatickém seriálu |                                                           |                                                           |                                                           |
| 1966 (18.)                                                           | Lee Grant                                                 | Stella Chernak                                            | Peyton Place                                              |
| 1966 (18.)                                                           | Diane Baker                                               | Rachel Brown                                              | Hallmark Hall of Fame                                     |
| 1966 (18.)                                                           | Pamela Franklin                                           | Betsy Balcombe                                            | Hallmark Hall of Fame                                     |
| 1966 (18.)                                                           | Jeanette Nolan                                            | Helen Robinson                                            | I Spy                                                     |
| 1967 (19.)                                                           | Agnes Mooreheadová                                        | Emma Valentine                                            | The Wild Wild West                                        |
| 1967 (19.)                                                           | Tina Chen                                                 | vietnamská dívka                                          | CBS Playhouse                                             |
| 1967 (19.)                                                           | Ruth Warrick                                              | Hannah Cord                                               | Peyton Place                                              |
| 1968 (20.)                                                           | Barbara Anderson                                          | Eve Whitfield                                             | Ironside                                                  |
| 1968 (20.)                                                           | Linda Cristal                                             | Victoria Cannon                                           | The High Chaparral                                        |
| 1968 (20.)                                                           | Tessie O'Shea                                             | Tessie O'Toole                                            | The Strange Case of Dr. Jekyll and Mr. Hyde               |
| 1969 (21.)                                                           | Susan Saint James                                         | Peggy Maxwell                                             | The Name of the Game                                      |
| 1969 (21.)                                                           | Barbara Anderson                                          | Eve Whitfield                                             | Ironside                                                  |
| 1969 (21.)                                                           | Agnes Mooreheadová                                        | Endora                                                    | Bewitched                                                 |

### 1970–1979
| Rok        | Vítězové a nominovaní | Role                     | Seriál                |
| ---------- | --------------------- | ------------------------ | --------------------- |
| 1970 (22.) | Gail Fisher           | Peggy Fair               | Mannix                |
| 1970 (22.) | Barbara Anderson      | Eve Whitfield            | Ironside              |
| 1970 (22.) | Susan Saint James     | Peggy Maxwell            | The Name of the Game  |
| 1971 (23.) | Margaret Leighton     | Gertrude                 | Hallmark Hall of Fame |
| 1971 (23.) | Gail Fisher           | Peggy Fair               | Mannix                |
| 1971 (23.) | Susan Saint James     | Peggy Maxwell            | The Name of the Game  |
| 1971 (23.) | Elena Verdugo         | Consuelo Lopez           | Marcus Welby, M.D.    |
| 1972 (24.) | Jenny Agutter         | Frith                    | Hallmark Hall of Fame |
| 1972 (24.) | Gail Fisher           | Peggy Fair               | Mannix                |
| 1972 (24.) | Elena Verdugo         | Consuelo Lopez           | Marcus Welby, M.D.    |
| 1973 (25.) | Ellen Corbyová        | Esther Walton            | The Waltons           |
| 1973 (25.) | Gail Fisher           | Peggy Fair               | Mannix                |
| 1973 (25.) | Nancy Walker          | Mildred                  | McMillan & Wife       |
| 1974 (26.) | Joanna Miles          | Laura Wingfield          | The Glass Menagerie   |
| 1974 (26.) | Ellen Corbyová        | Esther Walton            | The Waltons           |
| 1974 (26.) | Nancy Walker          | Mildred                  | McMillan & Wife       |
| 1975 (27.) | Ellen Corbyová        | Esther Walton            | The Waltons           |
| 1975 (27.) | Angela Baddeley       | Mrs. Bridges             | Upstairs, Downstairs  |
| 1975 (27.) | Nancy Walker          | Mildred                  | McMillan & Wife       |
| 1976 (28.) | Ellen Corbyová        | Esther Walton            | The Waltons           |
| 1976 (28.) | Angela Baddeley       | Mrs. Bridges             | Upstairs, Downstairs  |
| 1976 (28.) | Susan Howard          | Maggie Petrocelli        | Petrocelli            |
| 1976 (28.) | Dorothy McGuire       | Mary Jordache            | Rich Man, Poor Man    |
| 1976 (28.) | Sada Thompson         | Mary Todd Lincoln        | Sandburg's Lincoln    |
| 1977 (29.) | Kristy McNichol       | Letitia „Buddy“ Lawrence | Family                |
| 1977 (29.) | Meredith Baxter       | Nancy Lawrence Maitland  | Family                |
| 1977 (29.) | Ellen Corbyová        | Esther Walton            | The Waltons           |
| 1977 (29.) | Lee Meriwether        | Betty Jones              | Barnaby Jones         |
| 1977 (29.) | Jacqueline Tong       | Daisy Peel               | Upstairs, Downstairs  |
| 1978 (30.) | Nancy Marchand        | Margaret Pynchon         | Lou Grant             |
| 1978 (30.) | Meredith Baxter       | Nancy Lawrence Maitland  | Family                |
| 1978 (30.) | Tova Feldshuh         | Helena Slomova           | Holocaust             |
| 1978 (30.) | Linda Kelsey          | Billie Newman            | Lou Grant             |
| 1978 (30.) | Kristy McNichol       | Letitia „Buddy“ Lawrence | Family                |
| 1979 (31.) | Kristy McNichol       | Letitia „Buddy“ Lawrence | Family                |
| 1979 (31.) | Linda Kelsey          | Billie Newman            | Lou Grant             |
| 1979 (31.) | Nancy Marchand        | Margaret Pynchon         | Lou Grant             |

### 1980–1989
| Rok        | Vítězové a nominovaní | Role                 | Seriál                |
| ---------- | --------------------- | -------------------- | --------------------- |
| 1980 (32.) | Nancy Marchand        | Margaret Pynchon     | Lou Grant             |
| 1980 (32.) | Nina Foch             | Mrs. Polk            | Lou Grant             |
| 1980 (32.) | Linda Kelsey          | Billie Newman        | Lou Grant             |
| 1980 (32.) | Jessica Walter        | Melanie McIntyre     | Trapper John, M.D.    |
| 1981 (33.) | Nancy Marchand        | Margaret Pynchon     | Lou Grant             |
| 1981 (33.) | Barbara Barrie        | Evelyn Stroller      | A co dál...           |
| 1981 (33.) | Barbara Bosson        | Fay Furillo          | Poldové z Hill Street |
| 1981 (33.) | Linda Kelsey          | Billie Newman        | Lou Grant             |
| 1981 (33.) | Betty Thomas          | Sgt. Lucille Bates   | Poldové z Hill Street |
| 1982 (34.) | Nancy Marchand        | Margaret Pynchon     | Lou Grant             |
| 1982 (34.) | Barbara Bosson        | Fay Furillo          | Poldové z Hill Street |
| 1982 (34.) | Julie Harrisová       | Lilimae Clements     | Knots Landing         |
| 1982 (34.) | Linda Kelsey          | Billie Newman        | Lou Grant             |
| 1982 (34.) | Betty Thomas          | Sgt. Lucille Bates   | Poldové z Hill Street |
| 1983 (35.) | Doris Robertsová      | Cora                 | St. Elsewhere         |
| 1983 (35.) | Barbara Bosson        | Fay Furillo          | Poldové z Hill Street |
| 1983 (35.) | Christina Pickles     | Helen Rosenthal      | St. Elsewhere         |
| 1983 (35.) | Madge Sinclairová     | Ernestine Shoop      | Trapper John, M.D.    |
| 1983 (35.) | Betty Thomas          | Sgt. Lucille Bates   | Poldové z Hill Street |
| 1984 (36.) | Alfre Woodardová      | Doris Robson         | Poldové z Hill Street |
| 1984 (36.) | Barbara Bosson        | Fay Furillo          | Poldové z Hill Street |
| 1984 (36.) | Piper Laurie          | Fran Singleton       | St. Elsewhere         |
| 1984 (36.) | Madge Sinclairová     | Ernestine Shoop      | Trapper John, M.D.    |
| 1984 (36.) | Betty Thomas          | Sgt. Lucille Bates   | Poldové z Hill Street |
| 1985 (37.) | Betty Thomas          | Sgt. Lucille Bates   | Poldové z Hill Street |
| 1985 (37.) | Barbara Bosson        | Fay Furillo          | Poldové z Hill Street |
| 1985 (37.) | Christina Pickles     | Helen Rosenthal      | St. Elsewhere         |
| 1985 (37.) | Doris Robertsová      | Mildred Krebs        | Remington Steele      |
| 1985 (37.) | Madge Sinclairová     | Ernestine Shoop      | Trapper John, M.D.    |
| 1986 (38.) | Bonnie Bartlett       | Ellen Craig          | St. Elsewhere         |
| 1986 (38.) | Allyce Beasley        | Agnes DiPesto        | Měsíční svit          |
| 1986 (38.) | Christina Pickles     | Helen Rosenthal      | St. Elsewhere         |
| 1986 (38.) | Betty Thomas          | Sgt. Lucille Bates   | Poldové z Hill Street |
| 1987 (39.) | Bonnie Bartlett       | Ellen Craig          | St. Elsewhere         |
| 1987 (39.) | Allyce Beasley        | Agnes DiPesto        | Měsíční svit          |
| 1987 (39.) | Christina Pickles     | Helen Rosenthal      | St. Elsewhere         |
| 1987 (39.) | Susan Ruttan          | Roxanne Melman       | Právo v Los Angeles   |
| 1987 (39.) | Betty Thomas          | Sgt. Lucille Bates   | Poldové z Hill Street |
| 1988 (40.) | Patricia Wettig       | Nancy Krieger Weston | Thirtysomething       |
| 1988 (40.) | Bonnie Bartlett       | Ellen Craig          | St. Elsewhere         |
| 1988 (40.) | Polly Draper          | Ellyn Warren         | Thirtysomething       |
| 1988 (40.) | Christina Pickles     | Helen Rosenthal      | St. Elsewhere         |
| 1988 (40.) | Susan Ruttan          | Roxanne Melman       | Právo v Los Angeles   |
| 1989 (41.) | Melanie Mayron        | Melissa Steadman     | Thirtysomething       |
| 1989 (41.) | Michele Greene        | Abby Perkins         | Právo v Los Angeles   |
| 1989 (41.) | Lois Nettleton        | Joanne St. John      | V žáru noci           |
| 1989 (41.) | Amanda Plummer        | Alice Hackett        | Právo v Los Angeles   |
| 1989 (41.) | Susan Ruttan          | Roxanne Melman       | Právo v Los Angeles   |

### 1990–1999
| Rok        | Vítězové a nominovaní | Role              | Seriál              |
| ---------- | --------------------- | ----------------- | ------------------- |
| 1990 (42.) | Marg Helgenberger     | Karen Koloski     | China Beach         |
| 1990 (42.) | Sherilyn Fenn         | Audrey Horne      | Městečko Twin Peaks |
| 1990 (42.) | Melanie Mayron        | Melissa Steadman  | Thirtysomething     |
| 1990 (42.) | Diana Muldaurová      | Rosalind Shays    | Právo v Los Angeles |
| 1990 (42.) | Susan Ruttan          | Roxanne Melman    | Právo v Los Angeles |
| 1991 (43.) | Madge Sinclairová     | Empress Josephine | Oheň Gabrielův      |
| 1991 (43.) | Marg Helgenberger     | Karen Koloski     | China Beach         |
| 1991 (43.) | Piper Laurie          | Catherine Martell | Městečko Twin Peaks |
| 1991 (43.) | Melanie Mayron        | Melissa Steadman  | Thirtysomething     |
| 1991 (43.) | Diana Muldaurová      | Rosalind Shays    | Právo v Los Angeles |
| 1992 (44.) | Valerie Mahaffey      | Eve               | Zapadákov           |
| 1992 (44.) | Mary Alice            | Marguerite Peck   | Horký vítr z jihu   |
| 1992 (44.) | Barbara Barrie        | Mrs. Bream        | Zákon a pořádek     |
| 1992 (44.) | Conchata Ferrell      | Susan Bloom       | Právo v Los Angeles |
| 1992 (44.) | Cynthia Geary         | Shelly Tambo      | Zapadákov           |
| 1992 (44.) | Marg Helgenberger     | Karen Koloski     | China Beach         |
| 1992 (44.) | Kay Lenz              | Maggie Zombro     | Reasonable Doubts   |
| 1993 (45.) | Mary Alice            | Marguerite Peck   | Horký vítr z jihu   |
| 1993 (45.) | Cynthia Geary         | Shelly Tambo      | Zapadákov           |
| 1993 (45.) | Kay Lenz              | Maggie Zombro     | Reasonable Doubts   |
| 1993 (45.) | Kellie Martin         | Rebecca Thatcher  | Life Goes On        |
| 1993 (45.) | Peg Phillips          | Ruth-Anne Miller  | Zapadákov           |
| 1994 (46.) | Leigh Taylor-Young    | Rachel Harris     | Picket Fences       |
| 1994 (46.) | Amy Brenneman         | Janice Licalsi    | Policie New York    |
| 1994 (46.) | Jill Eikenberry       | Ann Kelsey        | Právo v Los Angeles |
| 1994 (46.) | Sharon Lawrence       | Sylvia Costas     | Policie New York    |
| 1994 (46.) | Gail O'Grady          | Donna Abandando   | Policie New York    |
| 1995 (47.) | Julianna Margulies    | Carol Hathaway    | Pohotovost          |
| 1995 (47.) | Barbara Babcock       | Dorothy Jennings  | Doktorka Quinnová   |
| 1995 (47.) | Tyne Daly             | Alice Henderson   | Christy             |
| 1995 (47.) | Sharon Lawrence       | Sylvia Costas     | Policie New York    |
| 1995 (47.) | Gail O'Grady          | Donna Abandando   | Policie New York    |
| 1996 (48.) | Tyne Daly             | Alice Henderson   | Christy             |
| 1996 (48.) | Barbara Bosson        | Miriam Grasso     | Murder One          |
| 1996 (48.) | Sharon Lawrence       | Sylvia Costas     | Policie New York    |
| 1996 (48.) | Julianna Margulies    | Carol Hathaway    | Pohotovost          |
| 1996 (48.) | Gail O'Grady          | Donna Abandando   | Policie New York    |
| 1997 (49.) | Kim Delaney           | Diane Russell     | Policie New York    |
| 1997 (49.) | Laura Innes           | Kerry Weaver      | Pohotovost          |
| 1997 (49.) | CCH Pounder           | Angela Hicks      | Pohotovost          |
| 1997 (49.) | Della Reese           | Tess              | Dotek anděla        |
| 1997 (49.) | Gloria Reuben         | Jeanie Boulet     | Pohotovost          |
| 1998 (50.) | Camryn Manheim        | Ellenor Frutt     | The Practice        |
| 1998 (50.) | Kim Delaney           | Diane Russell     | Policie New York    |
| 1998 (50.) | Laura Innes           | Kerry Weaver      | Pohotovost          |
| 1998 (50.) | Della Reese           | Tess              | Dotek anděla        |
| 1998 (50.) | Gloria Reuben         | Jeanie Boulet     | Pohotovost          |
| 1999 (51.) | Holland Taylor        | Roberta Kittleson | The Practice        |
| 1999 (51.) | Lara Flynn Boylová    | Helen Gamble      | The Practice        |
| 1999 (51.) | Kim Delaney           | Diane Russell     | Policie New York    |
| 1999 (51.) | Camryn Manheim        | Ellenor Frutt     | The Practice        |
| 1999 (51.) | Nancy Marchand        | Livia Soprano     | Rodina Sopránů      |

### 2000–2009
| Rok        | Vítězové a nominovaní | Role                      | Seriál                            |
| ---------- | --------------------- | ------------------------- | --------------------------------- |
| 2000 (52.) | Allison Janney        | C. J. Cregg               | Západní křídlo                    |
| 2000 (52.) | Tyne Daly             | Maxine Gray               | Soudkyně Amy                      |
| 2000 (52.) | Stockard Channing     | Abbey Bartlet             | Západní křídlo                    |
| 2000 (52.) | Nancy Marchand        | Livia Soprano             | Rodina Sopránů                    |
| 2000 (52.) | Holland Taylor        | Roberta Kittleson         | The Practice                      |
| 2001 (53.) | Allison Janney        | C. J. Cregg               | Západní křídlo                    |
| 2001 (53.) | Stockard Channing     | Abbey Bartlet             | Západní křídlo                    |
| 2001 (53.) | Tyne Daly             | Maxine Gray               | Soudkyně Amy                      |
| 2001 (53.) | Maura Tierney         | Abby Lockhart             | Pohotovost                        |
| 2001 (53.) | Aida Turturro         | Janice Soprano            | Rodina Sopránů                    |
| 2002 (54.) | Stockard Channing     | Abbey Bartlet             | Západní křídlo                    |
| 2002 (54.) | Lauren Ambrose        | Claire Fisher             | Odpočívej v pokoji                |
| 2002 (54.) | Tyne Daly             | Maxine Gray               | Soudkyně Amy                      |
| 2002 (54.) | Janel Moloney         | Donna Moss                | Západní křídlo                    |
| 2002 (54.) | Mary-Louise Parkerová | Amy Gardner               | Západní křídlo                    |
| 2003 (55.) | Tyne Daly             | Maxine Gray               | Soudkyně Amy                      |
| 2003 (55.) | Lauren Ambrose        | Claire Fisher             | Odpočívej v pokoji                |
| 2003 (55.) | Stockard Channing     | Abbey Bartlet             | Západní křídlo                    |
| 2003 (55.) | Rachel Griffiths      | Brenda Chenowith          | Odpočívej v pokoji                |
| 2003 (55.) | Lena Olin             | Irina Derevko             | Alias                             |
| 2004 (56.) | Drea de Matteo        | Adriana La Cerva          | Rodina Sopránů                    |
| 2004 (56.) | Stockard Channing     | Abbey Bartlet             | Západní křídlo                    |
| 2004 (56.) | Tyne Daly             | Maxine Gray               | Soudkyně Amy                      |
| 2004 (56.) | Janel Moloney         | Donna Moss                | Západní křídlo                    |
| 2004 (56.) | Robin Weigert         | Calamity Jane             | Deadwood                          |
| 2005 (57.) | Blythe Dannerová      | Isabelle „Izzy“ Huffstodt | Huff                              |
| 2005 (57.) | Stockard Channing     | Abbey Bartlet             | Západní křídlo                    |
| 2005 (57.) | Tyne Daly             | Maxine Gray               | Soudkyně Amy                      |
| 2005 (57.) | Sandra Oh             | Cristina Yang             | Chirurgové                        |
| 2005 (57.) | CCH Pounder           | Claudette Wyms            | Policejní odznak                  |
| 2006 (58.) | Blythe Dannerová      | Isabelle „Izzy“ Huffstodt | Huff                              |
| 2006 (58.) | Candice Bergen        | Shirley Schmidt           | Kauzy z Bostonu                   |
| 2006 (58.) | Sandra Oh             | Cristina Yang             | Chirurgové                        |
| 2006 (58.) | Jean Smartová         | Martha Logan              | 24 hodin                          |
| 2006 (58.) | Chandra Wilson        | Miranda Bailey            | Chirurgové                        |
| 2007 (59.) | Katherine Heiglová    | Izzie Stevens             | Chirurgové                        |
| 2007 (59.) | Lorraine Bracco       | Jennifer Melfi            | Rodina Sopránů                    |
| 2007 (59.) | Rachel Griffiths      | Sarah Walker              | Bratři a sestry                   |
| 2007 (59.) | Sandra Oh             | Cristina Yang             | Chirurgové                        |
| 2007 (59.) | Aida Turturro         | Janice Soprano            | Rodina Sopránů                    |
| 2007 (59.) | Chandra Wilson        | Miranda Bailey            | Chirurgové                        |
| 2008 (60.) | Dianne Wiestová       | Dr. Gina Toll             | V odborné péči                    |
| 2008 (60.) | Candice Bergen        | Shirley Schmidt           | Kauzy z Bostonu                   |
| 2008 (60.) | Rachel Griffiths      | Sarah Walker              | Bratři a sestry                   |
| 2008 (60.) | Sandra Oh             | Cristina Yang             | Chirurgové                        |
| 2008 (60.) | Chandra Wilson        | Miranda Bailey            | Chirurgové                        |
| 2009 (61.) | Cherry Jones          | Allison Taylor            | 24 hodin                          |
| 2009 (61.) | Rose Byrne            | Ellen Parsons             | Patty Hewes: Nebezpečná advokátka |
| 2009 (61.) | Hope Davis            | Mia Nesky                 | V odborné péči                    |
| 2009 (61.) | Sandra Oh             | Cristina Yang             | Chirurgové                        |
| 2009 (61.) | Chandra Wilson        | Miranda Bailey            | Chirurgové                        |
| 2009 (61.) | Dianne Wiestová       | Dr. Gina Toll             | V odborné péči                    |

### 2010–2019
| Rok        | Vítězové a nominovaní | Role                           | Seriál                            |
| ---------- | --------------------- | ------------------------------ | --------------------------------- |
| 2010 (62.) | Archie Panjabi        | Kalinda Sharma                 | Dobrá manželka                    |
| 2010 (62.) | Christine Baranski    | Diane Lockhart                 | Dobrá manželka                    |
| 2010 (62.) | Rose Byrne            | Ellen Parsons                  | Patty Hewes: Nebezpečná advokátka |
| 2010 (62.) | Sharon Gless          | Madeline Westen                | Status: Nežádoucí                 |
| 2010 (62.) | Christina Hendricks   | Joan Harris                    | Šílenci z Manhattanu              |
| 2010 (62.) | Elisabeth Mossová     | Peggy Olson                    | Šílenci z Manhattanu              |
| 2011 (63.) | Margo Martindale      | Mags Bennett                   | Strážce pořádku                   |
| 2011 (63.) | Christine Baranski    | Diane Lockhart                 | Dobrá manželka                    |
| 2011 (63.) | Michelle Forbesová    | Mitch Larsen                   | The Killing                       |
| 2011 (63.) | Christina Hendricks   | Joan Harris                    | Šílenci z Manhattanu              |
| 2011 (63.) | Kelly Macdonaldová    | Margaret Thompson              | Impérium – Mafie v Atlantic City  |
| 2011 (63.) | Archie Panjabi        | Kalinda Sharma                 | Dobrá manželka                    |
| 2012 (64.) | Maggie Smithová       | Violet Crawley                 | Panství Downton                   |
| 2012 (64.) | Christine Baranski    | Diane Lockhart                 | Dobrá manželka                    |
| 2012 (64.) | Joanne Froggatt       | Anna Bates                     | Panství Downton                   |
| 2012 (64.) | Anna Gunn             | Skyler White                   | Perníkový táta                    |
| 2012 (64.) | Christina Hendricks   | Joan Harris                    | Šílenci z Manhattanu              |
| 2012 (64.) | Archie Panjabi        | Kalinda Sharma                 | Dobrá manželka                    |
| 2013 (65.) | Anna Gunn             | Skyler White                   | Perníkový táta                    |
| 2013 (65.) | Morena Baccarin       | Jessica Brody                  | Ve jménu vlasti                   |
| 2013 (65.) | Christine Baranski    | Diane Lockhart                 | Dobrá manželka                    |
| 2013 (65.) | Emilia Clarkeová      | Daenerys Targaryen             | Hra o trůny                       |
| 2013 (65.) | Christina Hendricks   | Joan Harris                    | Šílenci z Manhattanu              |
| 2013 (65.) | Maggie Smithová       | Violet Crawley                 | Panství Downton                   |
| 2014 (66.) | Anna Gunn             | Skyler White                   | Perníkový táta                    |
| 2014 (66.) | Christine Baranski    | Diane Lockhart                 | Dobrá manželka                    |
| 2014 (66.) | Joanne Froggatt       | Anna Bates                     | Panství Downton                   |
| 2014 (66.) | Lena Headeyová        | Cersei Lannister               | Hra o trůny                       |
| 2014 (66.) | Christina Hendricks   | Joan Harris                    | Šílenci z Manhattanu              |
| 2014 (66.) | Maggie Smithová       | Violet Crawley                 | Panství Downton                   |
| 2015 (67.) | Uzo Aduba             | Suzanne Warren                 | Holky za mřížemi                  |
| 2015 (67.) | Christine Baranski    | Diane Lockhart                 | Dobrá manželka                    |
| 2015 (67.) | Emilia Clarkeová      | Daenerys Targaryen             | Hra o trůny                       |
| 2015 (67.) | Joanne Froggatt       | Anna Bates                     | Panství Downton                   |
| 2015 (67.) | Lena Headeyová        | Cersei Lannister               | Hra o trůny                       |
| 2015 (67.) | Christina Hendricks   | Joan Harris                    | Šílenci z Manhattanu              |
| 2016 (68.) | Maggie Smithová       | Violet Crawley                 | Panství Downton                   |
| 2016 (68.) | Emilia Clarkeová      | Daenerys Targaryen             | Hra o trůny                       |
| 2016 (68.) | Lena Headeyová        | Cersei Lannister               | Hra o trůny                       |
| 2016 (68.) | Maura Tierney         | Helen Solloway                 | Aféra                             |
| 2016 (68.) | Maisie Williamsová    | Arya Stark                     | Hra o trůny                       |
| 2016 (68.) | Constance Zimmer      | Quinn King                     | Unreal                            |
| 2017 (69.) | Ann Dowd              | Aunt Lydia                     | Příběh služebnice                 |
| 2017 (69.) | Uzo Aduba             | Suzanne Warren                 | Holky za mřížemi                  |
| 2017 (69.) | Millie Bobby Brownová | Jedenáctka                     | Stranger Things                   |
| 2017 (69.) | Chrissy Metz          | Kate Pearson                   | Tohle jsme my                     |
| 2017 (69.) | Thandiwe Newtonová    | Maeve Millay                   | Westworld                         |
| 2017 (69.) | Samira Wiley          | Moira                          | Příběh služebnice                 |
| 2018 (70.) | Thandiwe Newtonová    | Maeve Millay                   | Westworld                         |
| 2018 (70.) | Millie Bobby Brownová | Jedenáctka                     | Stranger Things                   |
| 2018 (70.) | Alexis Bledel         | Emily / Ofsteven               | Příběh služebnice                 |
| 2018 (70.) | Ann Dowd              | Aunt Lydia                     | Příběh služebnice                 |
| 2018 (70.) | Lena Headeyová        | Cersei Lannister               | Hra o trůny                       |
| 2018 (70.) | Vanessa Kirby         | Margaret, hraběnka ze Snowdonu | Koruna                            |
| 2018 (70.) | Yvonne Strahovski     | Serena Joy Waterford           | Příběh služebnice                 |
| 2019 (71.) | Julia Garner          | Ruth Langmoreová               | Ozark                             |
| 2019 (71.) | Gwendoline Christie   | Brienne z Tarthu               | Hra o trůny                       |
| 2019 (71.) | Lena Headeyová        | Cersei Lannister               | Hra o trůny                       |
| 2019 (71.) | Fiona Shaw            | Carolyn Martens                | Na mušce                          |
| 2019 (71.) | Sophie Turner         | Sansa Stark                    | Hra o trůny                       |
| 2019 (71.) | Maisie Williamsová    | Arya Stark                     | Hra o trůny                       |

### 2020–2029
| Rok        | Vítězové a nominovaní   | Role                           | Seriál            |
| ---------- | ----------------------- | ------------------------------ | ----------------- |
| 2020 (72.) | Julia Garner            | Ruth Langmoreová               | Ozark             |
| 2020 (72.) | Helena Bonham Carterová | Margaret, hraběnka ze Snowdonu | Koruna            |
| 2020 (72.) | Laura Dernová           | Renata Klein                   | Sedmilhářky       |
| 2020 (72.) | Thandiwe Newtonová      | Maeve Millay                   | Westworld         |
| 2020 (72.) | Fiona Shaw              | Carolyn Martens                | Na mušce          |
| 2020 (72.) | Sarah Snooková          | Siobhan „Shiv“ Royová          | Boj o moc         |
| 2020 (72.) | Meryl Streepová         | Mary Louise Wright             | Sedmilhářky       |
| 2020 (72.) | Samira Wiley            | Moira Strand                   | Příběh služebnice |
| 2021 (73.) | Gillian Andersonová     | Margaret Thatcherová           | Koruna            |
| 2021 (73.) | Helena Bonham Carterová | Margaret, hraběnka ze Snowdonu | Koruna            |
| 2021 (73.) | Madeline Brewer         | Janine Lindo                   | Příběh služebnice |
| 2021 (73.) | Ann Dowd                | Aunt Lydia                     | Příběh služebnice |
| 2021 (73.) | Aunjanue Ellis          | Hippolyta Freeman              | Lovecraftova země |
| 2021 (73.) | Emerald Fennell         | Camilla Parker-Bowles          | Koruna            |
| 2021 (73.) | Yvonne Strahovski       | Serena Joy Waterford           | Příběh služebnice |
| 2021 (73.) | Samira Wiley            | Moira Strand                   | Příběh služebnice |
| 2022 (74.) | Julia Garner            | Ruth Langmoreová               | Ozark             |
| 2022 (74.) | Patricia Arquette       | Harmony Cobel                  | Odloučení         |
| 2022 (74.) | Čong Ho-jon             | Kang Se-bjok                   | Hra na oliheň     |
| 2022 (74.) | Christina Ricci         | Misty Quigley                  | Yellowjackets     |
| 2022 (74.) | Rhea Seehorn            | Kim Wexler                     | Volejte Saulovi   |
| 2022 (74.) | J. Smith-Cameron        | Gerri Kellmanová               | Boj o moc         |
| 2022 (74.) | Sarah Snooková          | Siobhan „Shiv“ Royová          | Boj o moc         |
| 2022 (74.) | Sydney Sweeney          | Cassandra „Cassie“ Howardová   | Euforie           |
| 2023 (75.) | Jennifer Coolidge       | Tanya McQuoidová-Hunt          | Bílý lotos        |
| 2023 (75.) | Elizabeth Debicki       | princezna Diana                | Koruna            |
| 2023 (75.) | Meghann Fahy            | Daphne Sullivanová             | Bílý lotos        |
| 2023 (75.) | Sabrina Impacciatore    | Valentina                      | Bílý lotos        |
| 2023 (75.) | Aubrey Plaza            | Harper Spillerová              | Bílý lotos        |
| 2023 (75.) | Rhea Seehorn            | Kim Wexler                     | Volejte Saulovi   |
| 2023 (75.) | J. Smith-Cameron        | Gerri Kellmanová               | Boj o moc         |
| 2023 (75.) | Simona Tabasco          | Lucia Greco                    | Bílý lotos        |
| 2024 (76.) | Elizabeth Debicki       | princezna Diana                | Koruna            |
| 2024 (76.) | Christine Baranski      | Agnes van Rhijn                | Pozlacený věk     |
| 2024 (76.) | Nicole Beharie          | Christina Hunter               | The Morning Show  |
| 2024 (76.) | Greta Lee               | Stella Bak                     | The Morning Show  |
| 2024 (76.) | Lesley Manville         | Margaret, hraběnka ze Snowdonu | Koruna            |
| 2024 (76.) | Karen Pittman           | Mia Jordan                     | The Morning Show  |
| 2024 (76.) | Holland Taylor          | Cybil Richards                 | The Morning Show  |
| 2025 (77.) | Patricia Arquette       | Harmony Cobel                  | Odloučení         |
| 2025 (77.) | Carrie Coon             | Laurie Duffy                   | Bílý lotos        |
| 2025 (77.) | Katherine LaNasa        | Dana Evans                     | Urgent            |
| 2025 (77.) | Julianne Nicholson      | Samantha Redmond               | Ráj               |
| 2025 (77.) | Parker Poseyová         | Victoria Ratliff               | Bílý lotos        |
| 2025 (77.) | Natasha Rothwell        | Belinda Lindsey                | Bílý lotos        |
| 2025 (77.) | Aimee Lou Wood          | Chelsea                        | Bílý lotos        |

## Pořady s více vítězstvími
| 4 vítězství - Lou Grant (tři v řadě) 3 vítězství - Ozark (dvě v řadě) - St. Elsewhere (dvě v řadě) - The Waltons (dvě v řadě) - Západní křídlo (v řadě) | 2 vítězství - Perníkový táta (v řadě) - Caesar's Hour - Koruna - Panství Downton - Family - Poldové z Hill Street (v řadě) - Huff (v řadě) - The Practice (v řadě) - Thirtysomething (v řadě) |

## Herečky s více vítězstvími
| 4 vítězství - Nancy Marchand (tři v řadě) 3 vítězství - Ellen Corby (dvě v řadě) - Julia Garner (dvě v řadě) | 2 vítězství - Bonnie Bartlett (v řadě) - Tyne Daly - Blythe Dannerová (v řadě) - Anna Gunn (v řadě) - Allison Janney (v řadě) - Kristy McNichol - Maggie Smithová |